# Eritherium
Az Eritherium az emlősök (Mammalia) osztályába és az ormányosok (Proboscidea) rendjébe tartozó fosszilis nem.

## Tudnivalók
Ebből az állatnemből eddig csak egy faj, az Eritherium azzouzorum került elő. Az ősrégi kora miatt, valamint mérete és alakja szempontjából is, ez az az állat, amely a legősibb igazi ormányosnak nevezhető. Tehát az ormányos rendnek egy bazális, azaz alapi képviselője. Nem biztos, hogy belőle fejlődtek ki a későbbi elefántfélék és azok rokonai, viszont nagy valószínűséggel az Eritherium azzouzorum közeli rokonságban állhatott azzal az élőlénnyel.
Az Eritherium azzouzorum körülbelül 60-56 millió évvel ezelőtt élt, a paleocén kor közepén és végének az elején. A maradványát a marokkói Ouled Abdoun-medencében találták meg.
A holotípus amely a MNHN PM69 raktárszámot kapta, töredékes koponyából, felső állcsontból, állkapocscsontból és néhány fogból tevődik össze. A legnagyobb darab a felső állcsont melyhez koponyarész is tartozik; ez 15,24 centiméter hosszú, 12,7 centiméter széles és 7,62 centiméter magas. A kutatók a maradványokból kiszámították, hogy ez a kezdetleges ormányos körülbelül 20 centiméteres marmagasságú és 5-6 kilogramm testtömegű lehetett. A fogazata a kezdetleges igazi emlősök fogazatára emlékeztet.

## Fordítás
- Ez a szócikk részben vagy egészben  az   Eritherium című angol Wikipédia-szócikk ezen változatának fordításán alapul.  Az eredeti cikk szerkesztőit annak laptörténete sorolja fel. Ez a jelzés csupán a megfogalmazás eredetét és a szerzői jogokat jelzi, nem szolgál a cikkben szereplő információk forrásmegjelöléseként.